# Placówka Straży Celnej „Gola”

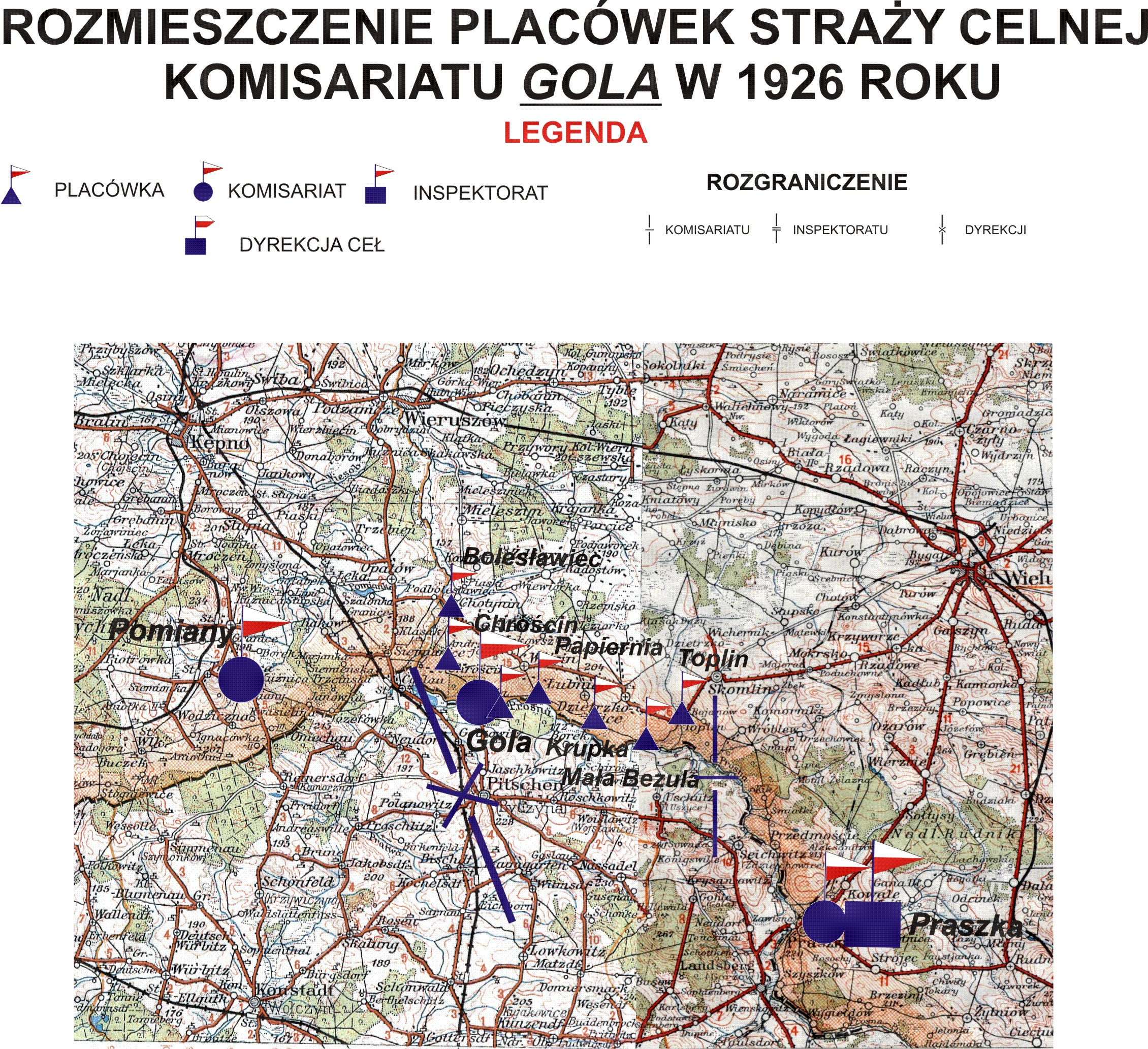
Rozmieszczenie placówek SC Komisariatu Gola

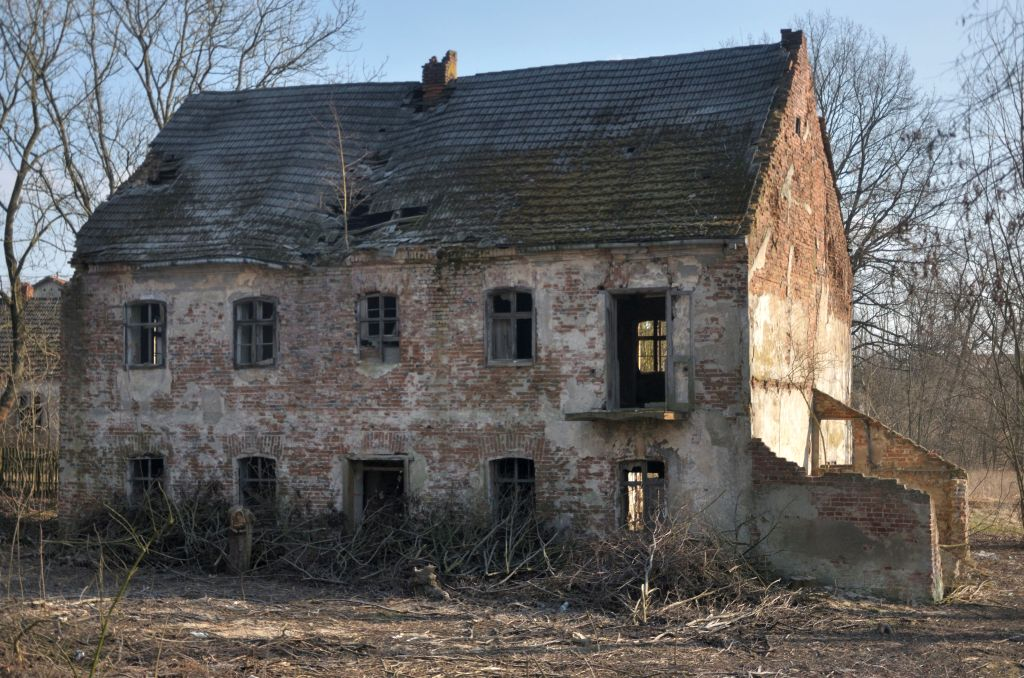
Dawny budynek Komisariatu SC, Gola 2017 r.

Placówka Straży Celnej „Gola” – jednostka organizacyjna Straży Celnej pełniąca w okresie międzywojennym służbę ochronną na granicy polsko-niemieckiej.

## Formowanie i zmiany organizacyjne
Na wniosek Ministerstwa Skarbu, uchwałą z 10 marca 1920 roku, powołano do życia Straż Celną. Od połowy 1921 roku jednostki Straży Celnej rozpoczęły przejmowanie odcinków granicy od pododdziałów Batalionów Celnych. W 1921 roku w Dzietrzkowicach stacjonował sztab 1 kompanii 5 batalionu celnego. 1 kompania celna jedną ze swoich placówek wystawiła w Goli. Proces tworzenia Straży Celnej trwał do końca 1922 roku. Placówka Straży Celnej „Gola” weszła w podporządkowanie komisariatu Straży Celnej „Gola” z Inspektoratu SC „Praszka”.
W drugiej połowie 1927 roku przystąpiono do gruntownej reorganizacji Straży Celnej. W praktyce skutkowało to rozwiązaniem tej formacji granicznej. Ochronę północnej, zachodniej i południowej granicy państwa przejęła powołana z dniem 2 kwietnia 1928 roku Straż Graniczna.
Rozkazem nr 3 z 25 kwietnia 1928 roku w sprawie organizacji Wielkopolskiego Inspektoratu Okręgowego dowódca Straży Granicznej gen. bryg. Stefan Pasławski określił strukturę organizacyjną komisariatu SG „Dzietrzkowice”. Placówka Straży Granicznej I linii „Gola” znalazła się w jego strukturze.

## Funkcjonariusze placówki
Kierownicy placówki
| stopień          | imię i nazwisko      | okres pełnienia służby | kolejne stanowisko            |
| ---------------- | -------------------- | ---------------------- | ----------------------------- |
| starszy strażnik | Stefan Karpiński     | V 1925 – V 1926        | kierownik placówki „Chróścin” |
| przodownik       | Jan Kopczyński (841) | był w 1926             |                               |

Obsada personalna placówki w 1926:
- przodownik Jan Kopczyński (841)
- starszy strażnik Bolesław Suchomel (1032)
- strażnik Franciszek Barchewicz (771)
- strażnik Franciszek Zenejkus (769)
- strażnik Franciszek Sołtysiak (845)
- strażnik Jan Kaleta (643)
- strażnik Jan Stachowski (757)
- strażnik Stanisław Jezierski (773)